# Fraxinus latifolia
Fraxinus latifolia är en syrenväxtart som beskrevs av George Bentham. Fraxinus latifolia ingår i släktet askar, och familjen syrenväxter. Inga underarter finns listade i Catalogue of Life.
Arten förekommer i västra USA i delstaterna Kalifornien, Oregon och Washington samt i sydvästra hörnet av British Columbia (Kanada). Den växer i låglandet och i bergstrakter upp till 1550 meter över havet. Fraxinus latifolia hittas vid vattendragens och insjöarnas kanter samt i träskmarker. Den är vanligen utformad som ett träd som kan vara 25 meter högt.
Beståndet påverkas av intensivt skogsbruk. I östra USA drabbas träd av samma släkte av insekten Agrilus planipennis. Ifall insekten når västra USA är populationen hotad. Trädet är upptagen i Kanadas rödlista som starkt hotad (EN). Hela populationen listas av IUCN som nära hotad (NT).

## Bildgalleri

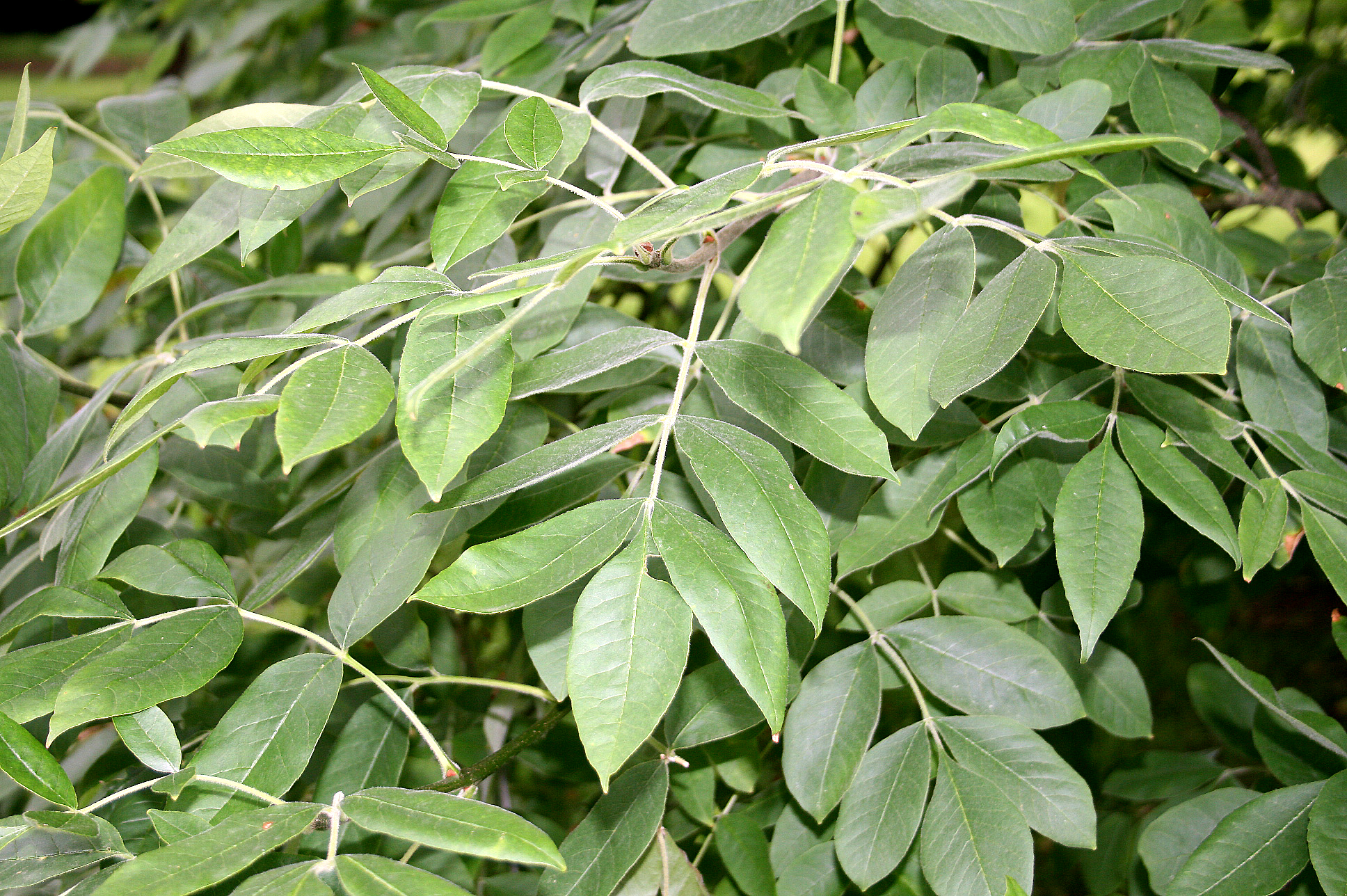